# Jojutla
Jojutla är en ort i Mexiko.   Den ligger i kommunen Jojutla och delstaten Morelos, i den sydöstra delen av landet, 90 km söder om huvudstaden Mexico City. Jojutla ligger 896 meter över havet och antalet invånare är 18 867.
Terrängen runt Jojutla är platt åt nordväst, men åt sydost är den kuperad. Runt Jojutla är det tätbefolkat, med 319 invånare per kvadratkilometer. Närmaste större samhälle är Zacatepec, 4,5 km norr om Jojutla. I omgivningarna runt Jojutla växer huvudsakligen savannskog.